# Lewkowo Stare (gromada)
Lewkowo Stare (pod koniec Stare Lewkowo) – dawna gromada, czyli najmniejsza jednostka podziału terytorialnego Polskiej Rzeczypospolitej Ludowej w latach 1954–1972.
Gromady, z gromadzkimi radami narodowymi (GRN) jako organami władzy najniższego stopnia na wsi, funkcjonowały od reformy reorganizującej administrację wiejską przeprowadzonej jesienią 1954 do momentu ich zniesienia z dniem 1 stycznia 1973, tym samym wypierając organizację gminną w latach 1954–1972.
Gromadę Lewkowo Stare z siedzibą GRN w Lewkowie Starym utworzono – jako jedną z 8759 gromad – w powiecie hajnowskim w woj. białostockim, na mocy uchwały nr 16/V WRN w Białymstoku z dnia 4 października 1954. W skład jednostki weszły obszary dotychczasowych gromad Eliaszuki, Ochrymy, Lewkowo Nowe, Lewkowo Stare i Michnówka ze zniesionej gminy Lewkowo Stare oraz miejscowości Bernacki Most z dotychczasowej gromady Skupowo i Suszczy Borek z dotychczasowej gromady Planta ze zniesionej gminy Narewka w tymże powiecie. Dla gromady ustalono 16 członków gromadzkiej rady narodowej.
1 stycznia 1972 do gromady Stare Lewkowo przyłączono wsie Łuka, Słobódka i Tarnopol ze zniesionej gromady Siemianówka.
Gromada przetrwała do końca 1972 roku, czyli do kolejnej reformy gminnej.